# Afonso Duarte
Afonso Duarte (* 1. Januar 1884 in Ereira, Kreis Montemor-o-Velho; † 5. März 1958 in Coimbra) war ein portugiesischer Dichter und Autor.

## Leben
Afonso Duarte wurde in Ereira, einem kleinen Dorf von Flussfischern und Kleinbauern, geboren. Er besuchte die Grundschule in Alfarelos und das Gymnasium (Liceu) in Coimbra, wo er an der Universität Coimbra ein Studium an der Fakultät der Naturwissenschaften (damals als Ciencias físicas e naturais Teil der damaligen philosophischen Fakultät) absolvierte. 1914 wurde er Lehrer in Vila Real, und er veröffentlichte seinen ersten Gedichtband.
1917 wurde er kurzzeitig Lehrer in Lissabon, bevor er als Offizier zur Küsten-Artillerie eingezogen wurde, nach dem Kriegseintritt Portugals in den Ersten Weltkrieg. Bedingt durch eine schwere Erkrankung, wurde er querschnittsgelähmt und für untauglich erklärt. Von der Lähmung erholte er sich zeitlebens nicht mehr vollständig. Er übernahm leitende Aufgaben an verschiedenen Schulen in Coimbra, bis zu seiner vorzeitigen Pensionierung 1932.
Er veröffentlichte danach eine Reihe Gedichtsbände und Sammlungen überlieferter Erzählungen. 1956 wurde ihm in Ereira öffentlich Ehre erwiesen, und in der Burg von Montemor-o-Velho ein Gedenkstein mit Versen von ihm aufgestellt.
1958 starb Afonso Duarte in Coimbra. Er wurde auf dem Friedhof von Ereira begraben. 1960 erschien eine von Carlos de Oliveira und João José Cochofel zusammengestellte Gedichtssammlung, und 1974 erschien ein letztes Buch, erneut eine Zusammenstellung vorheriger Gedichte und Erzählungen.

## Rezeption
Duarte interessierte sich für die Themen der Bauern und der überlieferten Traditionen und Geschichten. Trotz anfänglich starker Einflüsse des Saudosismos ist das Werk Duartes keiner Richtung allein zuzuschreiben, sondern veränderte sich immer weiter im Verlauf der Zeit. Er genoss dabei die Bewunderung anderer Schriftsteller in Portugal, darunter Miguel Torga und Carlos de Oliveira.
In Ereira wurde in seinem Geburtshaus ein kleines Museum mit Bibliothek ihm zu Ehren eingerichtet, und die Hauptstraße des Ortes trägt heute seinen Namen. Auch in anderen Orten Portugals wurden Straßen nach ihm benannt.
Die Stadt Montemor-o-Velho vergibt einen Literaturpreis mit seinem Namen, und im Park Penedo da Saudade in Coimbra steht eine 2001 aufgestellte Bronzebüste von ihm, geschaffen vom Künstler Francisco Simões.

## Werke (Auswahl)
- 1914: Tragédia do Sol Posto
- 1929: Os Sete Poemas Líricos
- 1947: Ossadas
- 1949: Post-Scriptum de um Combatente
- 1950: Sibila
- 1952: Canto da Babilónia
- 1952: Canto de Morte e Amor
- 1956: Obra Poética
- 1960: Lápides e Outros Poemas
- 1974: Obras Completas